# Frankenstraße 18 (Stralsund)

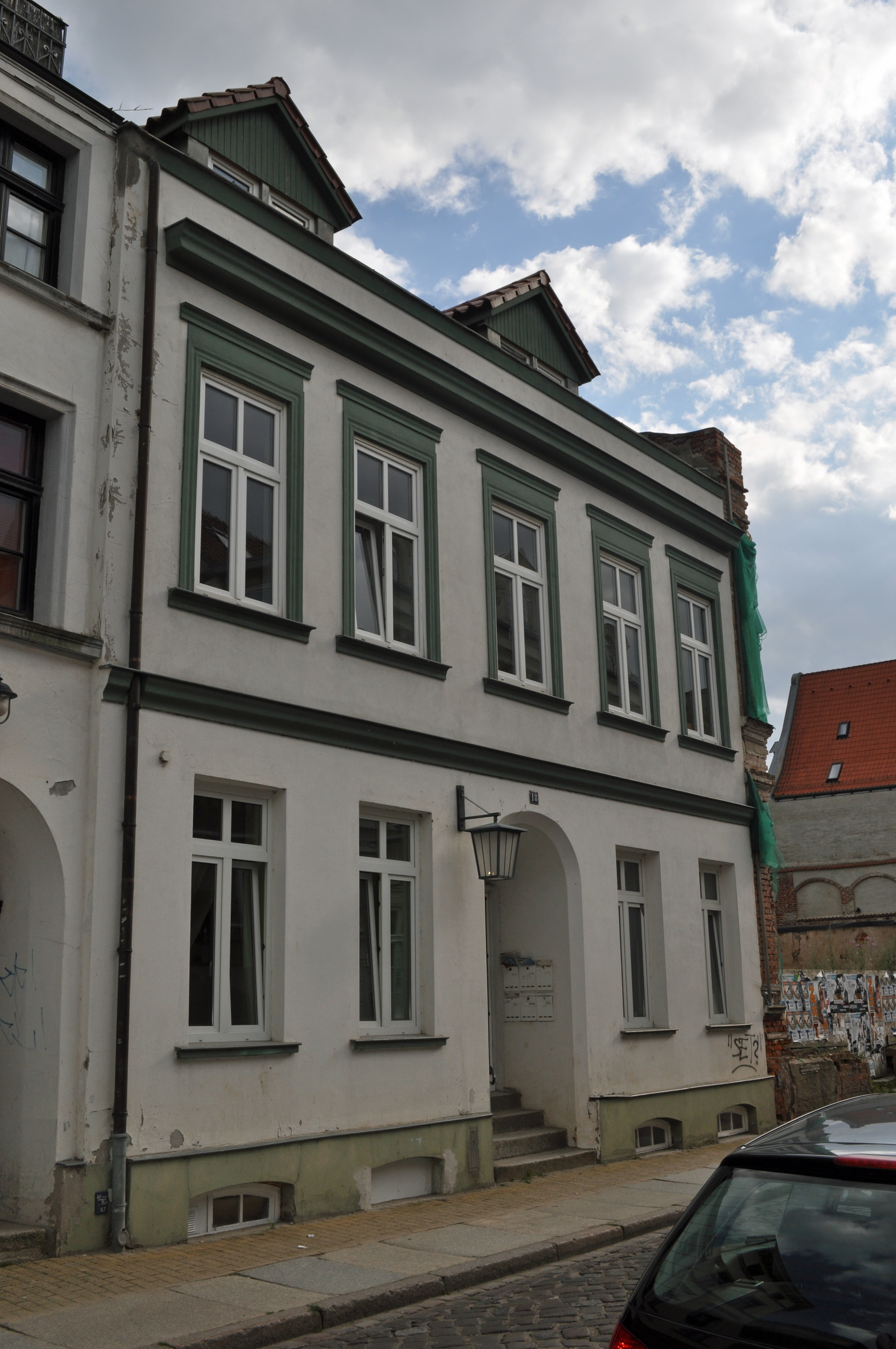
Das Haus Frankenstraße 18 Stralsund (2011)

Das Haus mit der postalischen Adresse Frankenstraße 18 ist ein unter Denkmalschutz stehendes Gebäude in der Frankenstraße in Stralsund.
Der zweigeschossige und fünfachsige, traufenständige Putzbau stammt aus dem 18. Jahrhundert. Im Jahr 1856 wurde das Haus umgestaltet.
Mittig ist ein korbbogiges Portal angelegt. Ein Gesims trennt die Geschosse optisch.
Das Haus liegt im Kerngebiet des von der UNESCO als Weltkulturerbe anerkannten Stadtgebietes des Kulturgutes „Historische Altstädte Stralsund und Wismar“. In die Liste der Baudenkmale in Stralsund aus dem Jahr 1997 ist es mit der Nummer 221 eingetragen.